# 科茹希夫卡 (捷普利克區)
48°40′33″N 29°53′24″E / 48.67583°N 29.89000°E
科茹希夫卡（烏克蘭語：Кожухівка），是烏克蘭的村落，位於該國西南部文尼察州，由海辛區負責管轄，面積0.1平方公里，海拔高度189米，2001年人口306，人口密度每平方公里3,060人。